# Cercopithecus ascanius
Pour les articles homonymes, voir Ascagne (homonymie).
Ascagne, Hocheur blanc-nez du Congo
Pour les articles homonymes, voir Ascagne (homonymie) et Hocheur blanc-nez.
Espèce
Statut de conservation UICN

 LC  : Préoccupation mineure
Statut CITES
Le Cercopithèque ascagne (Cercopithecus ascanius) est un singe appartenant à la famille des Cercopithecidae et à la sous-famille cercopithecinae.

## Répartition

Aire de répartition

## Description

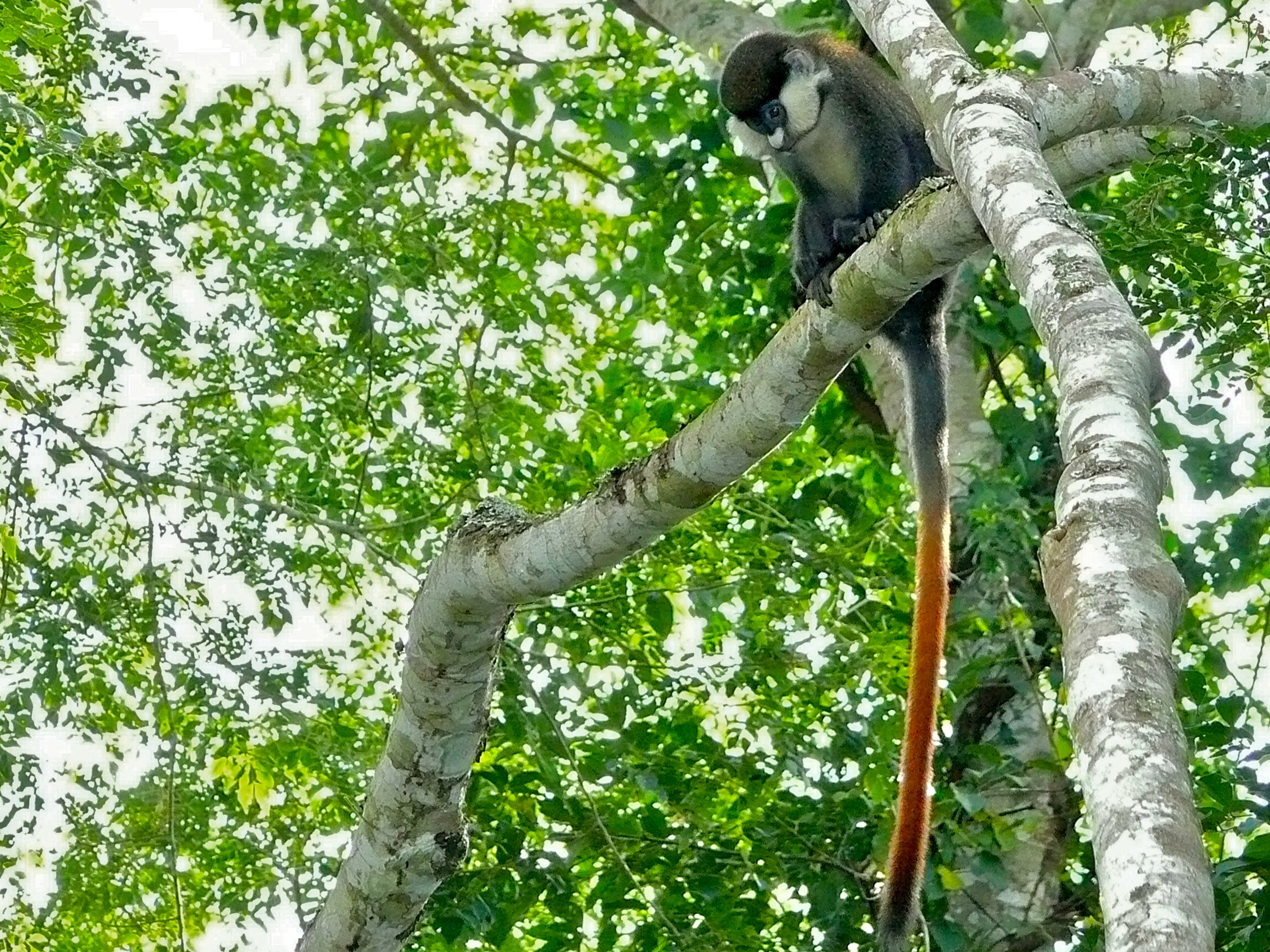
Cercopithèque ascagne (parc national de Kibale, Ouganda)

## Dénominations

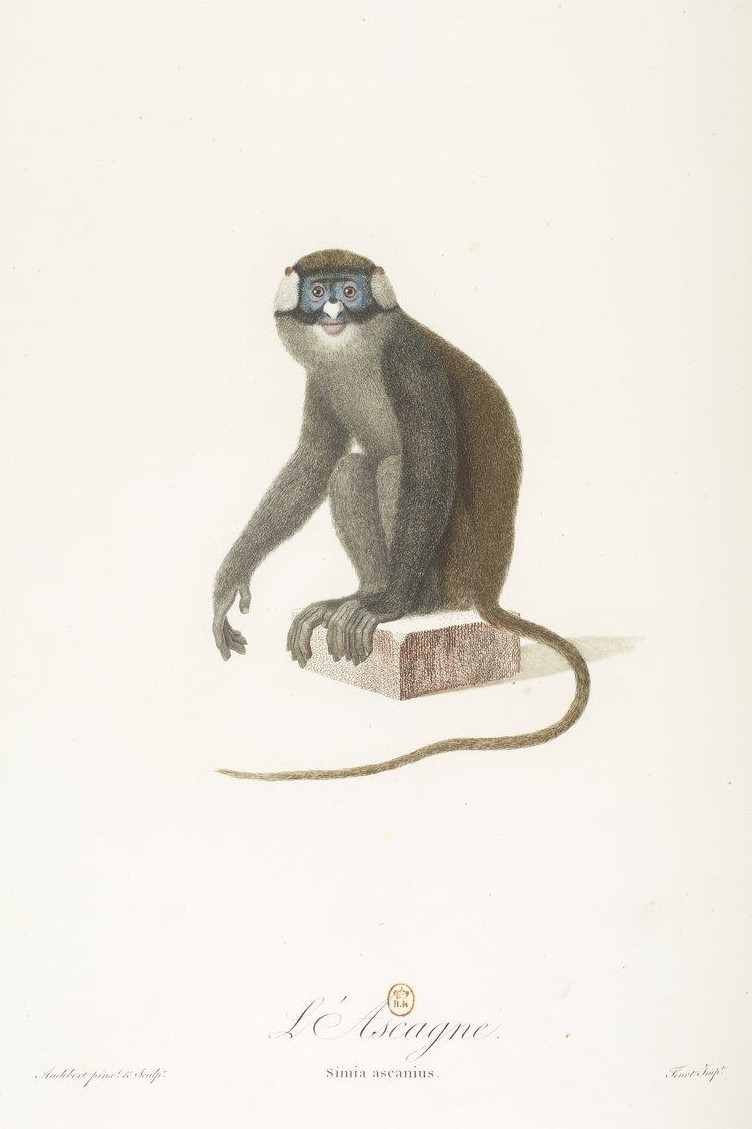
L'ascagne dans l'« Histoire naturelle des singes et des makis » de Jean Baptiste Audebert

Ce primate est appelé cercopithèque ascagne ou simplement ascagne, en l'honneur d'Ascagne, héros troyen fils d'Énée. Il est souvent nommé hocheur blanc-nez du Congo en raison de la tache blanche qui orne son museau.

## Découverte et classification
L'espèce a été décrite pour la première fois par le naturaliste français Jean Baptiste Audebert en 1799 sous le nom binomial de Simia ascanius.

## Liste des sous-espèces
Selon la troisième édition de Mammal Species of the World de 2005 :
- sous-espèce Cercopithecus ascanius ascanius
- sous-espèce Cercopithecus ascanius atrinasus - classée DD (Data Deficient) par l'UICN
- sous-espèce Cercopithecus ascanius katangae
- sous-espèce Cercopithecus ascanius schmidti - classée LC (Least Concern) par l'UICN
- sous-espèce Cercopithecus ascanius whitesidei